# ديفيد ووكر (جندي)
ديفيد ووكر (بالإنجليزية: David Allan Walker)‏ هو جندي بريطاني، ولد في 14 يوليو 1956.